# Dean de Benedictis
Dean de Benedictis (New York) is een Amerikaans componist, musicus en performer.

## Biografie
Dean de Benedictis groeide op in een muzikale familie in Californië. Zijn vader Richard de Benedictis was componist voor theater- en filmmuziek, zijn oma was Ruth Walton, een choreograaf voor jazzmuziek. Dean de Benedictis werd gedurende zijn jeugd beïnvloed door muziekgroepen als Pink Floyd, Led Zeppelin, Kraftwerk en Soulsonic Force. In zijn latere leeftijd hoorde hij muziek binnen de jazszrock en elektronische muziek, een stroming waarbinnen hij ging experimenteren. Zijn eerste album verscheen in 1996 onder de naam van Surface 10, dat verscheen op het platenlabel Hypnotic/Cleopatra Records. Dat label wilde wel met hem verder, maar wilde meer dansbare muziek, hetgeen de artiest niet wilde. Dean de Benedictis volgde vanaf dat moment zijn eigen weg. Hij musiceerde nog wel binnen de grenzen van de elektronische muziek, maar wisselde ambient af met Berlijnse school en techno/trance-invloeden. Er verschenen onregelmatig muziekalbums van hem onder zijn eigen naam dan wel onder Surface 10. Platenlabel daarbij waren zijn eigen Fateless Music en DiN, een klein label van Ian Boddy voor elektronische muziek. In 2003 maakte hij voor korte tijd deel uit van de jazzrockformatie Brand X. Daarna verschenen weer albums onder zijn eigen naam of Surface 10.
Hij werkte ook nog samen met het Strato Ensemble en werkte aan Cyberstock, een soort muziek/videofestival, dat gehouden wordt in de bergen nabij Santa Monica.

## Discografie
Onder eigen naam:
- A Lone Reply, Fateless, 2001.
- Salvaging the Past, Spotted Pecarry, 2005
- A Cambient Variations, Fateless, 2008.

Onder de naam Surface 10:
- Surface 10, Hypnotic/Cleopatra Records, 1996
- In vitro tide, DiN Records, 2000
- Borrowed time 2000, Space for Music, 2000
- Surface tensions, DiN Records, 2006

Dean de Benedictis op verzamelalbums (eigen naam en Surface 10):
- Space Box,ypnotic/Cleopatra Records, 1996
- Ambient Time Travelers, Hypnotic/Cleopatra Records, 1996
- Tangerine Ambience, een hommage aan Tangerine Dream, Hypnotic/Cleopatra Records, 1996
- A Tribute to the Music of Brian Eno, Hypnotic/Cleopatra Records, 1997
- Earth Ritual, Hypnotic/Cleopatra Records, 1997
- Hypnotic Illusions, Hypnotic/Cleopatra Records, 1997
- Ultimate Drum 'N' Bass, Hypnotic/Cleopatra Records, 1997
- Trancespotting, Hypnotic/Cleopatra Records, 1997
- Saturday Night Fetish, Hypnotic/Cleopatra Records, 1997
- The Carnival Within-A Tribute to Dead Can Dance, Hypnotic/Cleopatra Records, 1997
- Loraine, Peach, 1998
- DiN 10, DiN Records, 2001
- Novabeats Sound System Volume 1, Novabeats, 2004
- Fateless Flows Collective Volume 1, Fateless Flows, 2004
- You Wish You Heard It Yesterday-Volume 3, Android Folk, 2005
- Shadowmath: Fateless Flows Collective Volume 2, Fateless Flows, 2005
- Undergrounded: Fateless Flows Collective Volume 3, Fateless Flows, 2006

Meegewerkt aan album
- Exempli Gratia (alias Cathexis, met George Sara), Hypnotic/Cleopatra Records, 1997
- Solar Prominade" (alias Enterphase, met Jeff Filbert en Fred Becker), A.D., 2004
- Drawn Straws, (met The Strato Ensemble), Fateless Records, 2007